# Araeoncus galeriformis
Araeoncus galeriformis är en spindelart som först beskrevs av Andrei V. Tanasevitch 1987.  Araeoncus galeriformis ingår i släktet Araeoncus och familjen täckvävarspindlar. Inga underarter finns listade i Catalogue of Life.